# Aitor Jiménez Echave
Aitor Jiménez Echave CMF (* 29. Dezember 1962 in Luchana, Barakaldo) ist ein spanischer römisch-katholischer Ordenspriester und Kurienbeamter. Er ist Untersekretär des Dikasteriums für die Institute geweihten Lebens und für die Gesellschaften apostolischen Lebens.

## Leben
Aitor Jiménez Echave trat der Ordensgemeinschaft der Claretiner bei, legte am 13. September 1987 die ewige Profess ab und empfing am 30. April 1989 das Sakrament der Priesterweihe. An der Lateranuniversität studierte er Kanonisches Recht und erwarb den Doktor beider Rechte. Anschließend wurde er auch in Theologie des geweihten Lebens promoviert. Außerdem erwarb er diverse weitere Abschlüsse, unter anderem in Ostkirchenrecht. Ab 2006 war er Mitarbeiter der Kongregation für die Institute geweihten Lebens und für die Gesellschaften apostolischen Lebens.
Papst Franziskus ernannte ihn am 29. Februar 2024 zum Untersekretär des Dikasteriums für die Institute geweihten Lebens und für die Gesellschaften apostolischen Lebens.